# Rapport Korherr

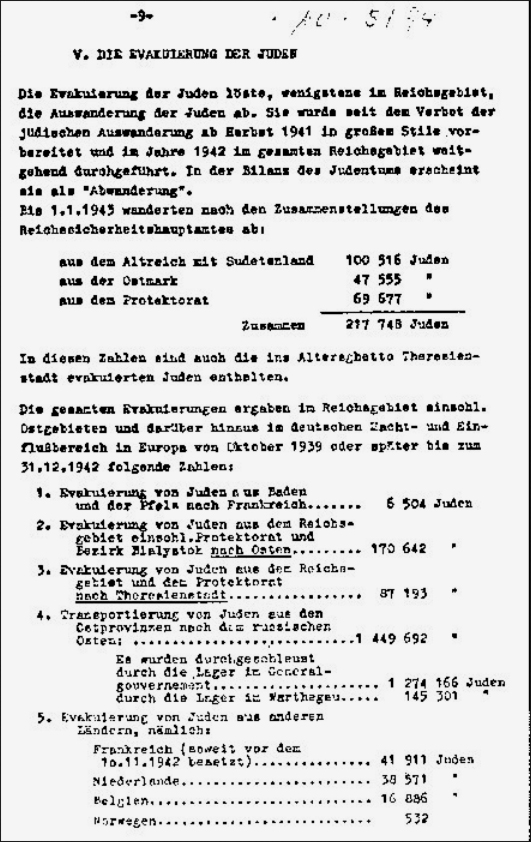
Rapport Korherr, signé en janvier 1943, page 9.
4. Déportés vers l'est de la Russie : 1449692 Juifs ; traités dans les camps du gouvernement général : 1274166 Juifs ; traités dans le Warthegau : 145301 Juifs (daté du 31 décembre 1942).

Le rapport Korherr est un document de seize pages sur les progrès de la Shoah en Europe sous contrôle allemand. Il a été remis à Heinrich Himmler en janvier 1943 par l'inspecteur en chef du bureau statistique des SS et le statisticien professionnel Dr Richard Korherr sous le titre die Endlösung der Judenfrage, en français la solution finale à la question juive,, Sous la responsabilité d'Himmler, Korherr estima qu'entre 1937 et décembre 1942, le nombre de Juifs en Europe diminua de quatre millions. Entre octobre 1939 et le 31 décembre 1942 (voir la page 9 du rapport), 1,274 million de Juifs ont été « traités » dans les camps du gouvernement général et 145 000 dans les camps du Warthegau (principalement dans celui de Chełmno).
La diminution des Juifs dans les territoires soviétiques envahis pendant l'opération Barbarossa n'a pas été prise en compte en raison du manque de données statistiques. Les résumés provenaient du bureau de la RSHA recevant tous les rapports des SS sur les Juifs « déjà évacués ». Leur « traitement spécial » a été supprimé du document à la demande de Himmler qui avait l'intention de le partager avec Hitler, et remplacé par Korherr par le mot « traité ».

## Importance
Le rapport initial, de seize pages, a été soumis le 23 mars 1943. À la demande de Himmler, une version abrégée, longue de six pages et demie, a été mise à jour au 31 mars 1943. Le rapport complet présentait le nombre de Juifs restant en Allemagne, en Autriche et dans le reste de l'Europe ; le détail du nombre de Juifs détenus dans les camps de concentration nazis, du nombre de Juifs décédés de mort naturelle depuis 1933, et du nombre de Juifs évacués vers les territoires de l'Est. Himmler accepta l'intégralité du rapport à titre confidentiel, mais pour l'estimation abrégée, Korherr changea le mot « Sonderbehandlung » ou « traitement spécial » en « durchgeschleust » ou « traité ». Le rapport exposait que, de 1937 à décembre 1942, le nombre de Juifs en Europe avait diminué de quatre millions.
Korherr attribua cette baisse à « l'émigration, en partie à cause de la surmortalité des Juifs en Europe centrale et occidentale, et en partie à cause des évacuations, en particulier dans les territoires de l'Est plus fortement peuplés, qui sont ici considérées comme en cours ».

À titre d'explication, Korherr ajouta : 

« Il ne faut pas oublier à cet égard que parmi les décès de juifs soviétiques russes dans les territoires orientaux occupés, seule une partie a été enregistrée, tandis que les décès dans le reste de la Russie européenne et au front ne sont pas du tout inclus. De plus, il y a des mouvements de Juifs à l'intérieur de la Russie vers la partie asiatique qui nous sont inconnus. Le mouvement des Juifs des pays européens hors de l'influence allemande est également d'un ordre de grandeur largement inconnu. Dans l'ensemble, la communauté juive européenne devrait, depuis 1933, c'est-à-dire au cours de la première décennie du pouvoir national-socialiste allemand, avoir perdu près de la moitié de sa population. »

## Après-guerre
Korherr nia toute connaissance de l'Holocauste, affirmant qu'il « n'avait entendu parler des exterminations qu'après la défaite de 1945. »
 

Dans une lettre qu'il a envoyée au magazine allemand Der Spiegel en juillet 1977, Korherr a déclaré qu'il n'avait pas rédigé le rapport sur l'ordre de Himmler. Selon lui : 

« La déclaration selon laquelle j'ai mentionné que plus d'un million de Juifs sont morts dans les camps du Generalgouvernement et du Warthegau par un traitement spécial est également inexacte. Je dois protester contre le mot « mort » dans ce contexte. C'est le mot même « Sonderbehandlung » [« traitement spécial »] qui m'a amené à appeler la RSHA par téléphone et à lui demander ce que signifiait ce mot. On m'a répondu que c'étaient des Juifs installés dans le district de Lublin. »